# Erfkeuze
De erfkeuze (Frans: option héréditaire) is een rechtsfiguur uit het Belgische erfrecht op grond waarvan een erfgerechtigde een hem of haar toegevallen nalatenschap of legaat kan aanvaarden, verwerpen of aanvaarden onder voorrecht van boedelbeschrijving. De erfkeuze wordt geregeld in de artikelen 4.34 tot 4.57 en 4.197 van het Belgisch Burgerlijk Wetboek (BW). In Nederland bestaan precies dezelfde mogelijkheden, het Nederlands erfrecht kent er echter geen woord voor.

## Uitgangspunten

### Vrije keuze
Een nalatenschap dan wel een algemeen legaat of legaat onder algemene titel kan of zuiver, of onder voorrecht van boedelbeschrijving aanvaard worden (art. 4.34, eerste lid en art. 4.197 BW), of worden verworpen. Door de aanvaarding van de nalatenschap neemt de erfgerechtigde de hoedanigheid aan van erfgenaam of erfopvolger (art. 4.2, tweede lid BW). Men kan een nalatenschap echter ook verwerpen, aangezien niemand gehouden is een hem of haar opgekomen nalatenschap te aanvaarden (art. 4.34, tweede lid BW).

### Overgang van de erfkeuze
De mogelijkheid om een erfkeuze te doen gaat over op de erfgenamen van de oorspronkelijke erfgerechtigde als deze is overleden alvorens zelf rechtskeuze te hebben gedaan. Als deze erfgenamen omtrent deze erfkeuze van mening zouden verschillen, dan schrijft de wet voor dat zij de nalatenschap moeten aanvaarden onder voorrecht van boedelbeschrijving (art. 4.35 BW).

### Termijnen

#### Dertig jaar tijd
Een erfgerechtigde kan slechts erfkeuze doen als de nalatenschap is opengevallen. Nalatenschappen vallen open door het overlijden (art. 4.1 BW). Een erfkeuze doen omtrent een niet-opengevallen nalatenschap is in principe niet mogelijk (art. 4.36, eerste lid, samen gelezen met art. 4.242, §1 BW). Na het openvallen van de nalatenschap heeft een erfgerechtigde dertig jaar tijd om een erfkeuze te doen. Na dertig jaar treedt immers de verjaring in (art. 4.36, tweede lid BW).
Eens men erfkeuze heeft gedaan, werkt deze terug tot op de dag waarop de nalatenschap is opengevallen. De erfgerechtigde die de nalatenschap verwerpt, wordt geacht nooit erfgerechtigde te zijn geweest (art. 4.39 BW).

#### Vervroegde gedwongen erfkeuze
Een erfgerechtigde kan in deze periode van dertig jaar echter gedwongen worden om een erfkeuze te doen. De erfgerechtigde beschikt dan evenwel over een opschortende exceptie van boedelbeschrijving en beraad. Gedurende de termijnen van boedelbeschrijving en beraad kan een erfgerechtigde niet worden gedwongen om erfkeuze te doen. In die periode kan de erfgerechtigde daartoe evenmin worden veroordeeld door de rechter (art. 4.37, §1 BW). De termijn voor het opmaken van de boedelbeschrijving is drie maanden na het openvallen van de nalatenschap. De termijn om zich omtrent de erfkeuze te beraden, is veertig dagen na de afsluiting van de boedelbeschrijving dan wel het einde van de termijn van drie maanden om een boedelbeschrijving op te maken (art. 4.37, §2 BW).
Na de termijnen van boedelbeschrijving en beraad kan men de erfgerechtigde voor de familierechtbank dagen om hem of haar tot aanvaarding te laten veroordelen. De erfgerechtigde kan in die procedure evenwel nog een nieuwe termijn aanvragen (art. 4.37, §3 BW). De kosten van deze gerechtelijke procedure zijn ten laste van de nalatenschap als de erfgerechtigde kan bewijzen dat hij of zij geen kennis had van het overlijden of dat de termijnen van drie maanden en veertig dagen onvoldoende zijn geweest wegens de ligging van de erfgoederen of gerezen geschillen. Kan de erfgerechtigde dit niet bewijzen, dan moet hij of zij instaan voor de kosten. De kosten van opneming en andere waarschuwingen blijven ten laste van de nalatenschap als gerechtskosten (art. 4.37, §4 BW).
Nadat de termijnen van boedelbeschrijving (drie maanden) en beraad (veertig dagen) verstreken zijn, kan de erfgerechtigde nog steeds een boedelbeschrijving doen opmaken en zijn erfkeuze uitoefenen, tenzij men reeds een daad van erfgenaam zou hebben verricht of tenzij men definitief is veroordeeld als zuiver erfgenaam (art. 4.38, eerste lid BW). Door een daad van erfgenaam te stellen, kan een erfgerechtigde een nalatenschap immers stilzwijgend aanvaarden (art. 4.41,§3 BW). Indien de erfgerechtigde de nalatenschap verwerpt, dan komen de kosten die hij of zij tot dan toe wettig heeft gemaakt ten laste van de nalatenschap (art. 4.38, tweede lid BW).

### Minderjarigen en beschermde meerderjarigen
Is de erfgerechtigde een minderjarige, dan kan de erfkeuze slechts worden uitgeoefend na machtiging van de vrederechter (art. 4.40, §1 BW, samen gelezen met art. 387, §1, eerste lid en art. 410, 5° oud BW). De nalatenschap kan dan in principe enkel worden verworpen of worden aanvaard onder voorrecht van boedelbeschrijving. Evenwel kan de vrederechter bij wijze van uitzondering machtiging geven om de nalatenschap zuiver te aanvaarden, rekening houdende met de aard en de omvang van de nalatenschap en voor zover de baten kennelijk de lasten van de nalatenschap overschrijden (art. 410, 5° oud BW). De fondsen en waarden die door een minderjarige worden verkregen, moeten op een geblokkeerde bankrekening worden geplaatst tot aan hun meerderjarigheid. Deze verplichting doet echter geen afbreuk aan het ouderlijk vruchtgenot (art. 4.40, §2 BW).
Is de erfgerechtigde een beschermde meerderjarige die onbekwaam is verklaard om erfkeuze te doen (art. 492/1, §2, 5° oud BW), dan kan de erfkeuze slechts worden uitgeoefend na machtiging van de vrederechter. Ook hier geldt dat de nalatenschap in principe enkel kan worden verworpen of worden aanvaard onder voorrecht van boedelbeschrijving, maar dat in uitzonderlijke omstandigheden ook de zuivere aanvaarding mogelijk is (art. 499/7, §2, 5° oud BW).
Als er meerdere minderjarigen of beschermde meerderjarigen tot de nalatenschap geroepen zijn, kan de vrederechter om een gezamenlijke machtiging worden verzocht om de nalatenschap te verwerpen (art. 4.40, §3 BW). Het verzoekschrift wordt ondertekend door de verzoekers of hun advocaat of notaris. De vrederechter wint vervolgens alle dienstige inlichtingen in en kan eenieder horen die hij of zij geschikt acht om hem in te lichten (art. 1185 van het Gerechtelijk Wetboek (Ger.W.)).

### Legaten
Algemene legatarissen en legatarissen onder algemene titel zijn niet verplicht om het hun vermaakte legaat te aanvaarden. Ze kunnen het legaat zuiver, of onder voorrecht van boedelbeschrijving aanvaarden, of het verwerpen. De regels inzake de zuivere aanvaarding, aanvaarding onder voorrecht van boedelbeschrijving en verwerping van nalatenschappen zijn naar analogie van toepassing op deze legatarissen, met uitzondering van artikel 4.45 over de plaatsvervulling (art. 4.197 BW).

## Zuivere aanvaarding

### Uitdrukkelijke of stilzwijgende aanvaarding
De zuivere aanvaarding van een nalatenschap kan zowel uitdrukkelijk als stilzwijgend gebeuren (art. 4.41, §1 BW). Een uitdrukkelijke aanvaarding houdt in dat de erfgerechtigde in een authentieke of een onderhandse akte de titel of de hoedanigheid van erfgenaam aanneemt (art. 4.41, §2 BW). Er is sprake van een stilzwijgende aanvaarding wanneer de erfgerechtigde een daad verricht die noodzakelijk zijn bedoeling om te aanvaarden inhoudt, en die hij of zij slechts in zijn hoedanigheid van erfgenaam kan stellen (art. 4.41, §3 BW).
Daden die alleen dienen tot bewaring, toezicht of voorlopig beheer, zijn geen daden van aanvaarding van de nalatenschap, indien daarbij de titel of de hoedanigheid van erfgenaam niet is aangenomen (art. 4.41, §4, eerste lid BW). Als er zich in de nalatenschap bederfbare goederen bevinden of goederen waarvan de bewaring grote kosten met zich meebrengt, dan kan de erfgerechtigde zich door de rechter doen machtigen om deze goederen te verkopen, zonder dat daaruit een aanvaarding mag worden afgeleid (art. 4.41, §4, tweede lid BW).

### Overdracht die aanvaarding inhoudt
De zuivere aanvaarding kan ook worden afgeleid uit volgende handelingen (art. 4.42 BW):
- de schenking, de verkoop of de overdracht van zijn of haar erfrechten door de erfgenaam, hetzij aan een derde, hetzij aan alle andere mede-erfgenamen;
- de verwerping van de nalatenschap ten voordele van een of meer mede-erfgenamen;
- en de verwerping waarvoor de erfgenaam een vergoeding krijgt.

### Bedrog en benadeling
Een meerderjarige erfgenaam kan zijn zuivere aanvaarding naderhand enkel aanvrechten als zijn of haar zuivere aanvaarding het gevolg is geweest van bedrog. Daarentegen kan men zich later niet verzetten tegen de zuivere aanvaarding op grond van benadeling, tenzij de nalatenschap teniet gaat of met meer dan de helft vermindert door de ontdekking van een testament dat nog onbekend was toen de erfgenaam zuiver aanvaardde (art. 4.43 BW).

## Verwerping

### Uitdrukkelijke verwerping
Anders dan de zuivere aanvaarding kan de verwerping van een nalatenschap nooit stilzwijgend gebeuren. De verwerping van een nalatenschap wordt niet vermoed, maar moet gebeuren door middel van een verklaring afgelegd aan een notaris, in een authentieke akte. De notaris dient deze akte van verwerping vervolgens binnen de vijftien dagen op kosten van de verwerpende erfgerechtigde inschrijven in het centraal erfrechtregister. Als het netto-actief van de nalatenschap niet groter is dan 5.000 euro, dan kan de verwerping kosteloos gebeuren. Dit grensbedrag wordt echter geïndexeerd (art. 4.44 BW). De notariële akte is in dat geval ook vrijgesteld van het recht op geschriften en van bekendmakingskosten (art. 4.44, derde lid BW, samen gelezen met art. 21, 13° van het Wetboek diverse rechten en taksen (WDRT)).
Eens men een nalatenschap verworpen heeft, kan men op die verwerping slechts terugkomen als er nog geen verjaring is ingetreden en de nalatenschap nog niet door andere erfgerechtigden is aanvaard. Terugkomen op een eerdere verwerping kan echter geen afbreuk doen aan de rechten die derden reeds op de nalatenschapsgoederen hebben verkregen door verjaring of door de wettige handelingen van de curator van de onbeheerde nalatenschap (art. 4.47 BW).

### Gevolgen
De verwerping heeft tot gevolg dat het aandeel van de verwerpende erfgerechtigde ten goede komt aan diens afstammelingen volgens de plaatsvervulling. Heeft de verwerpende erfgerechtigde geen afstammelingen, dan komt de verwerping ten goede aan de andere erfgerechtigden in dezelfde graad. Indien er evenmin andere erfgerechtigden in dezelfde graad zijn, dan komt het aandeel toe aan de overige erfgerechtigden (art. 4.45 BW). 

### Positie van de schuldeisers
Indien een erfgerechtigde een nalatenschap verwerpt om de rechten van zijn of haar schuldeisers te benadelen, dan kunnen die schuldeisers zich door de rechter doen machtigen om de nalatenschap uit hoofde van de schuldenaar in zijn plaats te aanvaarden. De vernietiging van de verwerping komt dan enkel ten voordele van de betrokken schuldeiser ten belope van het bedrag van diens schuldvordering. De betrokken erfgerechtigde kan uit die vernietiging geen voordeel halen (art. 4.46 BW).

### Heling
De erfgenaam of de erfgerechtigde die schuldig is aan heling verliest de bevoegdheid om de nalatenschap te verwerpen. Ook al zou hij of zij die willen verwerpen, toch blijft men zuiver erfgenaam, zonder op enig aandeel in de geheelde goederen of waarden aanspraak te kunnen maken (art. 4.48, tweede lid BW).
Na het overlijden heeft de langstlevende echtgenoot of wettelijk samenwonende recht op een verrekenbaar voorschot van maximaal de helft van de beschikbare creditsaldi of 5.000 euro (art. 4.65, §1 BW). De langstlevende die echter meer geld afhaalt, verliest eveneens de bevoegdheid om de nalatenschap te verwerpen of te aanvaarden onder voorrecht van boedelbeschrijving. Al verwerpt hij of zij de nalatenschap, toch blijft men zuiver erfgenaam (art. 4.65, §3, derde lid BW).

## Aanvaarding onder voorrecht van boedelbeschrijving

### Uitdrukkelijke aanvaarding
Anders dan de zuivere aanvaarding en net zoals de verwerping kan de aanvaarding onder voorrecht van boedelbeschrijving van een nalatenschap nooit stilzwijgend gebeuren. De verklaring waarbij een erfgerechtigde te kennen geeft dat hij of zij de hoedanigheid van erfgenaam slechts onder voorrecht van boedelbeschrijving aanneemt, moet immers worden afgelegd ten overstaan van een notaris, in een authentieke akte (art. 4.49, §1 BW). De notaris dient deze akte van verwerping vervolgens binnen de vijftien dagen op kosten van de erfgenaam inschrijven in het centraal erfrechtregister (art. 4.49, §1 BW).
Als de aanvaarding onder voorrecht van boedelbeschrijving het plaatsvindt wegens onbekwaamheid van de erfgerechtigde, dan wordt de verklaring afgelegd door de vader en de moeder of door degene onder hen die het ouderlijk gezag uitoefent, dan wel door de ontvoogde minderjarige zelf, door de voogd of door de bewindvoerder. Als er een belangentegenstelling speelt tussen de onbekwame en diens wettelijke vertegenwoordiger, dan duidt de vrederechter een voogd ad hoc of bewindvoerder ad hoc aan (art. 4.49, §3 BW).
Van de verklaring van aanvaarding onder voorrecht van boedelbeschrijving wordt een uittreksel bekendgemaakt in het Belgisch Staatsblad door toedoen van de notaris en op kosten van de erfgenaam, met verzoek aan de schuldeisers en legatarissen om bij aangetekende zending hun rechten te doen kennen binnen drie maanden te rekenen vanaf de bekendmaking (art. 4.49, §4 BW).

### Gevolgen
De aanvaarding onder voorrecht van boedelbeschrijving kan slechts gevolgen hebben als zij gepaard gaat met een getrouwe en nauwkeurige boedelbeschrijving van de goederen van de nalatenschap (art. 4.50 BW).
De aanvaarding onder voorrecht van boedelbeschrijving heeft tot gevolg dat er geen vermenging van de boedels plaatsvindt, zowel ten aanzien van de erfgenaam als de schuldeisers en de legatarissen. De erfgenaam behoudt tegen de nalatenschap de rechten die hij had tegen de erflater, en is slechts gehouden tot de schulden en lasten van de nalatenschap ten belope van wat hij of zij zelf uit de nalatenschap verkrijgt. De nalatenschapsgoederen moeten in de eerste plaats worden gebruikt om de schuldeisers van de nalatenschap en de legatarissen te betalen, en pas nadien om de persoonlijke schuldeisers van de erfgenaam te betalen (art. 4.52 BW).

### Heling
Het voorrecht van boedelbeschrijving vervalt voor de erfgenaam die schuldig is aan heling, of die, wetens en willens en te kwader trouw, verzuimd heeft goederen van de nalatenschap in de boedelbeschrijving te doen opnemen (art. 4.51 BW).

### Beheer

#### Door de erfgenaam
De erfgenaam die onder voorrecht van boedelbeschrijving heeft aanvaard, is belast met het beheer en de vereffening van de nalatenschapsgoederen. De erfgenaam moet van zijn beheer rekening en verantwoording doen aan de schuldeisers en de legatarissen, die de erfgenaam echter niet kunnen aanspreken voor een groter bedrag dan datgene wat hij of zij als overschot uit de nalatenschap ontvangen heeft (art. 4.53, eerste en derde lid BW).
Voor enkele beheersdaden dient de beherende erfgenaam voorafgaandelijk machtiging te vragen aan de rechter. Het gaat om het sluiten van dadingen, het aangaan van compromissen, het hypothekeren van de nalatenschapsgoederen en het bezwaren van nalatenschapsgoederen met zakelijke rechten (art. 4.53, tweede lid BW).

#### Door een beheerder
Indien de erfgenaam niet zelf voor het beheer van de nalatenschap wil instaan, kan hij zich van die taak laten ontheffen. De erfgenaam moet de familierechtbank dan vooraf verzoeken om een beheerder te benoemen (art. 4.54, §1 BW). Ook de schuldeisers en de legatarissen kunnen vorderen dat niet de erfgenaam maar wel een beheerder zal instaan voor het beheer van de nalatenschap, als hun belangen in het gedrang komen door de nalatigheid of de vermogenstoestand van de erfgenaam. In dat geval wordt de beheerder benoemd bij een beschikking in kort geding, nadat de rechter de erfgenaam gehoord of vooraf opgeroepen heeft (art. 4.54, §2 BW).
De beschikkingen van de rechter waarbij een beheerder wordt benoemd, worden bekendgemaakt in het centraal erfrechtregister (art. 4.54, §3 BW).
In het beheer van de nalatenschap heeft beheerder heeft dezelfde rechten en verplichtingen als de beherende erfgenaam (art. 4.54, §4 samen gelezen met art. 4.53 BW). De beheerder hoeft zich niet borg te stellen.

### Vereffening

#### Verkoop van de goederen
De eventuele verkoop van de nalatenschapsgoederen vindt plaats volgens de regels van het Gerechtelijk Wetboek, en in het bijzonder volgens de artikelen 1189 en 1189/1 Ger.W. voor wat de onroerende goederen betreft en de artikelen 1194 tot 1204bis Ger.W. voor wat de roerende goederen betreft (art. 4.55, §1, eerste lid BW). Als de beherende erfgenaam de nalatenschapsgoederen niet verkoopt, is die slechts verantwoordelijk voor de waardevermindering of de beschadiging van deze goederen als die door zijn of haar nalatigheid zijn veroorzaakt (art. 4.55, §1, tweede lid BW).

#### Borgstelling
De beherende erfgenaam moet een solvabele borg stellen voor enerzijds de waarde van de in de boedelbeschrijving opgenomen roerende goederen en anderzijds voor het gedeelte van de prijs van de onroerende goederen dat niet aan de hypothecaire schuldeisers is overgewezen. Doet de erfgenaam dit niet, dan moeten de roerende goederen worden verkocht en wordt de verkoopopbrengst samen met het niet overgewezen deel van de verkoopprijs van de onroerende goederen in bewaring gegeven om de nalatenschapsschulden te betalen (art. 4.55, §2 BW).

#### Betaling van de aangemelde schuldeisers
Als aanvaarding onder voorrecht van boedelbeschrijving vrijwillig gebeurde, mag de erfgenaam de niet-bevoorrechte schuldeisers en legatarissen slechts betalen na de periode van drie maanden waarin de schuldeisers zich moeten melden. Dit is de periode van drie maanden na de bekendmaking van de aanvaarding onder voorrecht van boedelbeschrijving in het Belgisch Staatsblad (art. 4.55, §3, eerste lid, samen gelezen met art. 4.49, § 4, eerste lid BW). De bevoorrechte schuldeisers mogen al wel voordien worden betaald, volgens hun rang (art. 4.55, §3, tweede lid BW samen gelezen met art. 19 Hyp.W.). Als de schuldeisers na het verstrijken van de termijn van drie maanden niet tot een minnelijke schikking kunnen komen inzake de betaling van hun schuldvorderingen, dan mogen zij enkel worden uitbetaald in de volgorde en op de wijze die de rechter moet bepalen (art. 4.55, §4 BW). 
De kosten van de eventuele verzegeling, van de boedelbeschrijving en van de opmaak van de rekening komen ten laste van de nalatenschap (art. 4.55, §5 BW).

#### Betaling van de niet-aangemelde schuldeisers
Schuldeisers die ten tijde van een eerste betaling niet bekend waren maar zich achteraf aanmelden, kunnen zich nog verhalen op de uitbetaalde legatarissen tot drie jaar nadat de rekening is aangezuiverd en het overschot is uitbetaald. De later opduikende schuldeisers hebben daarentegen geen verhaal tegen de reeds betaalde schuldeisers (art. 4.56 BW).

### Niet-eenstemmige erfkeuze
Het is mogelijk dat sommige erfgenamen de nalatenschap zuiver aanvaarden, terwijl andere erfgenamen de nalatenschap aanvaarden onder voorrecht van boedelbeschrijving. In dat geval zijn sommige de regels inzake de aanvaarding onder voorrecht van boedelbeschrijving van toepassing op de ganse nalatenschap. Het gaat om de vereffening en de rechten van de schuldeisers. Deze regels zullen dus ook van toepassing zijn op de erfgenamen die zuiver aanvaard hebben (art. 4.57, eerste lid BW). Tijdens de vereffening de zuiver aanvaardende erfgenaam niet in zijn persoonlijke goederen aangesproken worden. Na de verdeling blijven de gevolgen van de aanvaarding onder voorrecht van boedelbeschrijving alleen bestaan ten aanzien van de erfgenamen die in deze vorm hebben aanvaard (art. 4.57, derde lid BW).

## Onbeheerde nalatenschappen
Wanneer na het verstrijken van de termijnen van boedelbeschrijving en van beraad zich niemand aanmeldt om een nalatenschap op te vorderen, er geen erfgenaam bekend is of de bekende erfgerechtigden de nalatenschap hebben verworpen, wordt deze als onbeheerd beschouwd. In zulke gevallen kan men een curator doen aanstellen, die de nalatenschap zal vereffenen volgens de procedure zoals die geldt voor de vereffening van nalatenschappen die zijn aanvaard onder voorrecht van boedelbeschrijving (art. 4.58 BW).

## Geschiedenis
De erfkeuze werd aanvankelijk geregeld door de artikelen 774 tot 810bis van het Oud Burgerlijk Wetboek. Bij de invoering van boek 4 in het Burgerlijk Wetboek in 2022 werden deze regels hernomen in de artikelen 4.34 tot 4.57 en 4.197 BW.